# HMS Campania (D48)
La HMS Campania fu una portaerei di scorta della Royal Navy che fu in servizio durante la seconda guerra mondiale. Dopo la guerra la nave fu utilizzata come sala espositiva galleggiante durante il Festival of Britain del 1951 e fu la nave in comando dell'Operazione Hurricane nel 1952, il test del prototipo della bomba atomica britannica.
Fu costruita dal cantiere Harland & Wolff di Belfast. Quando nel 1941 iniziò la costruzione, lo scafo in cantiere sarebbe dovuto divenire una nave frigorifera per trasportare agnelli e montoni dalla Nuova Zelanda, ma fu requisita dal governo britannico e completata come portaerei di scorta, entrando in servizio nel 1944.
La nave fu simile, ma non identica, alle altre due unità della classe Nairana.

## Seconda guerra mondiale
La Campania operò in convogli di scorta e in azioni antisommergibile nel teatro operativo dell'Atlantico e dell'Artico. Nel dicembre 1944, mentre la Campania scortava il convoglio artico RA-62, i suoi Swordfish dell'813 Naval Air Squadron affondarono l'U-Boot tedesco U-365.
La nave sopravvisse alla guerra, diversamente da molte altre portaerei di scorta britanniche, e non fu immediatamente demolita o venduta. Fu utilizzata brevemente per trasportare aerei, prima di essere disarmata e posta in riserva nel dicembre 1945.

## Festival of Britain
Nel 1951 fu in esibizione al Festival of Britain, girando i porti della nazione con un equipaggio civile col nome di Festival Ship Campania, come centro espositivo aggiuntivo dell'esibizione principale di Londra e dei duemila ulteriori eventi locali.
Il progettista della disposizione logistica del Festival, James Holland, disse che la nave "non sarebbe stata semplice da convertire in un centro espositivo", ma con l'enorme domanda commerciale per navi cargo per ricostruire le flotte europee dopo la guerra, lui e i suoi colleghi si ritennero fortunati ad avere almeno una nave.
La nave fu ripitturata di bianco e decorata aggiungendo semplici alberi ed un gran pavese. Ufficialmente fu denominata "Sea Travelling Exhibition" (esibizione navigante) e le esposizioni interne dovevano riflettere le principali presenti a Londra. Similmente alla Land Travelling Exhibition (esibizione viaggiante), queste mostre erano divise in tre sezioni: "Land of Britain" (La terra britannica), "Discovery" (Scoperta) e "The People at Home" (Le persone a casa). Tra il 4 maggio 1951 e il 6 ottobre, la nave visitò Southampton, Dundee, Newcastle, Hull, Plymouth, Bristol, Cardiff, Belfast, Birkenhead e Glasgow, rimanendo in ogni porto per 10/15 giorni.

## Operazione Hurricane
Con la fine della manifestazione la nave fu ammodernata a Birkenhead per assumere un ruolo molto differente, il comando dell'Operazione Hurricane, il test della prima bomba atomica britannica, da svolgersi presso le Montebello Islands, al largo dell'Australia occidentale. L'ammodernamento sostituì agli spazi espositivi officine, laboratori, uffici e cabine, più un impianto di desalinizzazione, dato che le isole Montebello non hanno alcuna sorgente d'acqua dolce, per i 1500 membri del personale che avrebbe assistito al test.
Quattro altre navi furono utilizzate nel test: le navi da sbarco Narvik, Zeebrugge, Tracker e la fregata Plym. La Tracker fu scelta come nave ospedale e ricevette strutture per la decontaminazione, mentre la bomba sarebbe stata fatta detonare a bordo della Plym. La flottiglia era sotto il comando del retroammiraglio Arthur David Torlesse (1902–1995).
Pesantemente caricata con casse d'attrezzatura e carico sul ponte, incluso tre elicotteri Westland Dragonfly e due aerei Sea Otter, la ricommissionata Campania partì da Portsmouth alla volta delle isole australiane il 2 giugno 1952. Ottantacinque scienziati erano a bordo come passeggeri, di cui circa metà facente parte del programma nucleare britannico e l'altra metà facente parte del Civil Service britannico.
La nave arrivò alle isole Montebello l'8 agosto, dopo tappe a Gibilterra, Città del Capo, Mauritius e Fremantle, e i successivi due mesi furono passati a preparare il test, che si svolse il 3 ottobre. La Campania non fu reputata particolarmente efficace come base principale per il test; in parte perché era affollata e calda, ma anche perché c'erano lance insufficienti per trasportare il personale tra le navi e sulle isole e le otto pinacce che svolgevano circa un terzo di questo compito non potevano ormeggiare vicino alla nave di notte perché l'acqua era troppo agitata. La maggior parte degli scienziati e degli ingegneri presto si spostò in tende montate a riva.
La nave fu disarmata per l'ultima volta nel dicembre 1952, al ritorno nel Regno Unito, e venduta per essere demolita a Blyth nel 1955.